# Zamek w Dąbrówce Starzeńskiej
Zamek w Dąbrówce Starzeńskiej – ruiny zamku Stadnickich z lat 1624-1633 w Dąbrówce Starzeńskiej, w powiecie rzeszowskim, położonej nad doliną Sanu. Spalony przez UPA w 1947 roku. 

## Historia
Pierwsze wzmianki o wsi Dąbrówka występują w dokumencie z 1436 r., kiedy to jej właścicielami byli Kmitowie. Do 1430 roku właścicielem dóbr był Piotr Kmita Lunak, podczaszy sandomierski, a po jego śmierci jego syn Jan Kmita Tępy. Po 1465 roku Stanisław Denowski sprzedał Dąbrówkę Pawłowi Nabrzuchowi za 150 florenów węgierskich. W XV wieku w Dąbrówce powstał pierwszy gotycki dwór, co potwierdza wzmianka z 1500 roku, gdy odnotowano istnienie w Dąbrówce curii (dworu). Dwór ten zbudowano w północno-wschodniej części późniejszego zamku. W 1523 roku Dąbrówkę kupił Jan Bobola. W 1527 roku Dąbrówkę kupił Stanisław Stadnicki herbu Szreniawa, który w niej zamieszkał. W 1. połowie XVI wieku do gotyckiego dworu dobudowano od strony południowej nowy budynek o długości około 35 metrów. Od strony zachodniej w okolicach późniejszej bastei zbudowano murowaną bramę. W 1608 roku majątek przejął Stanisław "Diabeł" Stadnicki. W 1617 roku dwór w Dąbrówce został spalony przez Sienieńskich, którzy rościli sobie prawa do majątku. Przypuszczalnie Stanisław "Diablątko" Stadnicki, zbudował w latach 1626-1629 założenie obronne na planie czworoboku o wymiarach 95 x 91 metrów z dwoma czworobocznymi bastejami ze strzelnicami. Łączył je mur zachodni ze strzelnicami. Przejazd bramny umieszczono od południa. Między basztą a bramą znajdował się budynek.
W latach 1630-1663 Dąbrówka należała do Marianny ze Stadnickich, żony Michała Zebrzydowskiego, dzięki którego negocjacjom w 1657 roku, w czasie potopu szwedzkiego, zamek nie został spalony podczas najazdu węgierskich wojsk Jerzego II Rakoczego. W 1663 roku zamek stał się poprzez posag własnością Jana Czartoryskiego. W 1672 roku zamek obronił się podczas najazdu tatarskiego. W 1689 roku właścicielem zamku (tytułem posagu żony, T. Czartoryskiej) został Grzegorz Antoni Ogiński. W 1779 roku właścicielem został Adam Parys. Ewaryst Andrzej, hr. Kuropatnicki w swym "Opisaniu królestw Galicyi i Lodomeryi" wydanym po raz pierwszy w 1786 r. notował: Dąbrówka. Wieś pod Dynowem, z pięknym domem; niegdyś JW. Podoskiego, wojewody płockiego, teraz JP. Parysa dziedzictwo. W 1789 wieś kupił Piotr Starzeński, a jego spadkobiercy zamieszkiwali posiadłość aż do 1945 r.
W 1863 r. na zamku przebywali przywódcy powstania styczniowego, gen. Marian Langiewicz i gen. Ludwik Mierosławski. Lata swojej świetności zamek ponownie przeżywał za czasów Starzeńskich, którzy w połowie XIX wieku dobudowali od zachodu jednokondygnacyjny dwór między basztami oraz przerobili północną basztę na mieszkania, a południową na archiwum i spichlerz. Zamek szczycił się bogatą biblioteką oraz pokaźnym zbiorem dzieł sztuki. Skrzydła wschodnie i południowe zostały przeznaczone na cele gospodarcze.
Po tragicznej śmierci hrabiego Juliusza Starzeńskiego majątkiem od 1934 roku do 1939 roku zarządzał jego brat, Kazimierz Starzeński. Po 17 września 1939 roku zamek został zajęty przez Armię Czerwoną, która spaliła bibliotekę i ograbiła zamek. Po 1941 roku na zamku stacjonowali Niemcy, a po nich ponownie w latach 1944-1945 Rosjanie.
W 1947 roku zamek został spalony przez oddział Ukraińskiej Powstańczej Armii pod dowództwem Mychajły Dudy ps. Hromenko. Spalony zamek został rozebrany i do dzisiaj pozostaje w ruinie.
W pobliżu zamku, na końcu grabowej alejki wybudowano kaplicę grobową (ok. 1900 r.).
Ruiny zamku wraz z kaplicą grobową Starzeńskich z XIX w. i otaczającym je parkiem zostały wpisane do rejestru zabytków w 1968 r.

## Architektura
Pierwotną rezydencję wybudowano z cegły i kamienia na wyniosłym tarasie skarpy. Powstała ona na planie prostokąta. Znacznie rozbudowano ją w latach 1624-1633. Z tego czasu pochodziło północne skrzydło zamku o wymiarach 11 x 25 m, mury obwodowe od zachodu i południa oraz dwie narożne baszty. Kolejna rozbudowa miała miejsce na początku XVIII w., kiedy to uzupełniono wschodnią część murów. W wieku XIX powstało południowe i zachodnie skrzydło mieszkalne. Do dziś przetrwały jedynie fragmenty dwóch baszt, przyziemie trzeciej oraz pozostałości murów budynków mieszkalnych.

## Galeria

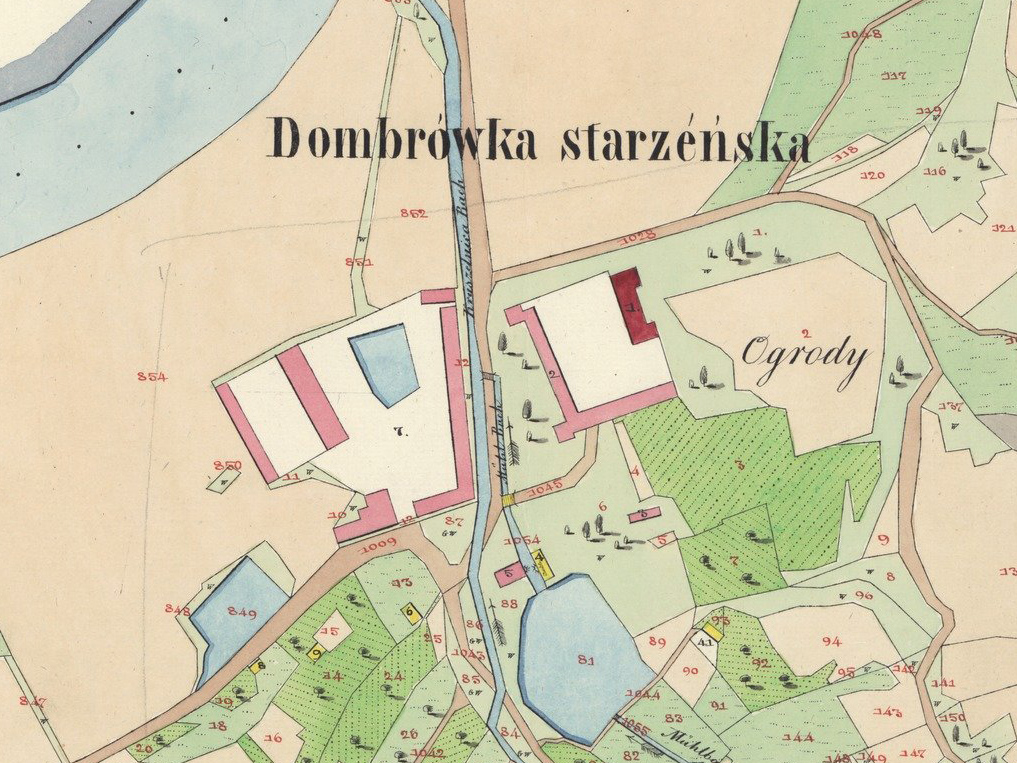
Plan zamku z 1851 roku
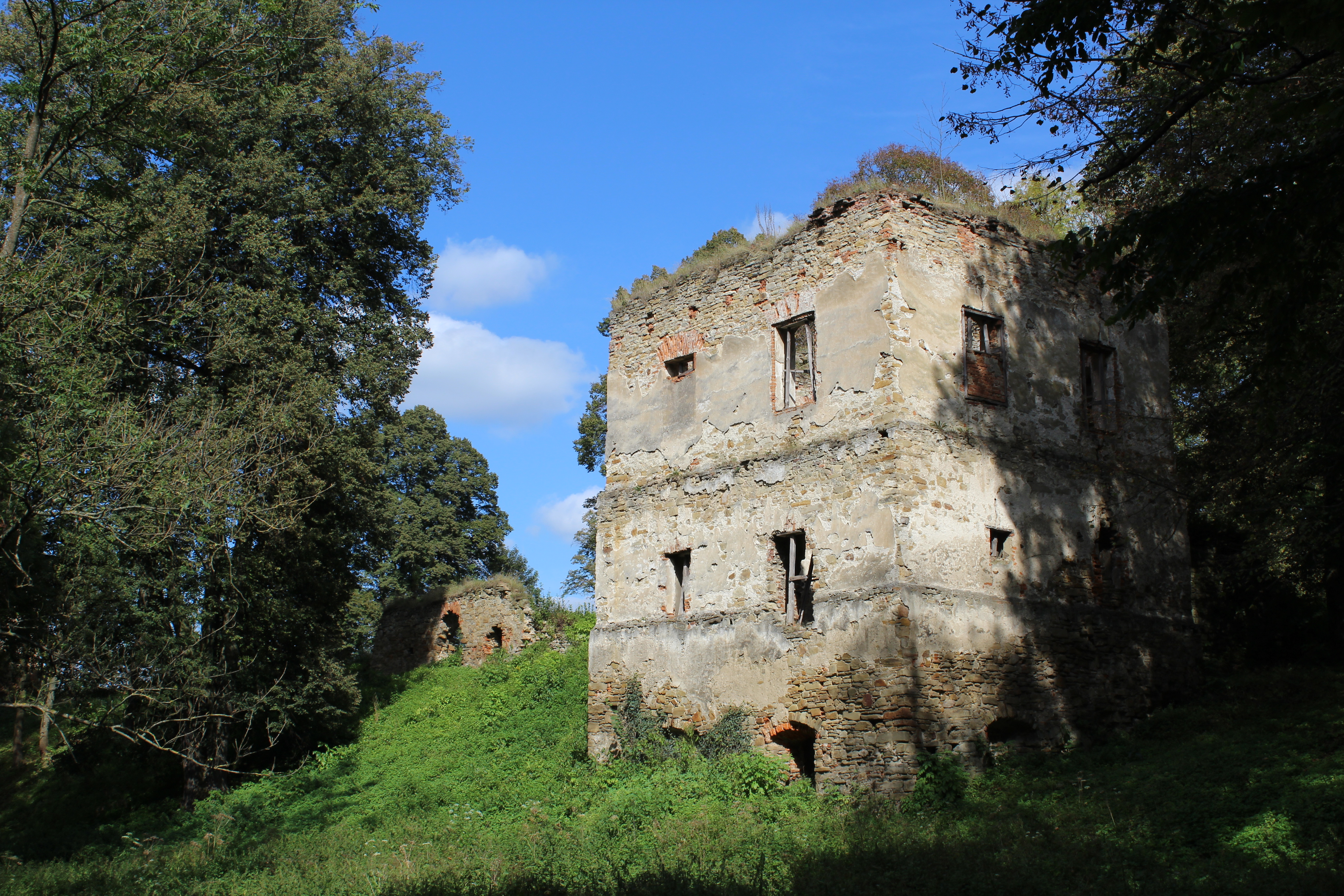
Baszta zamkowa
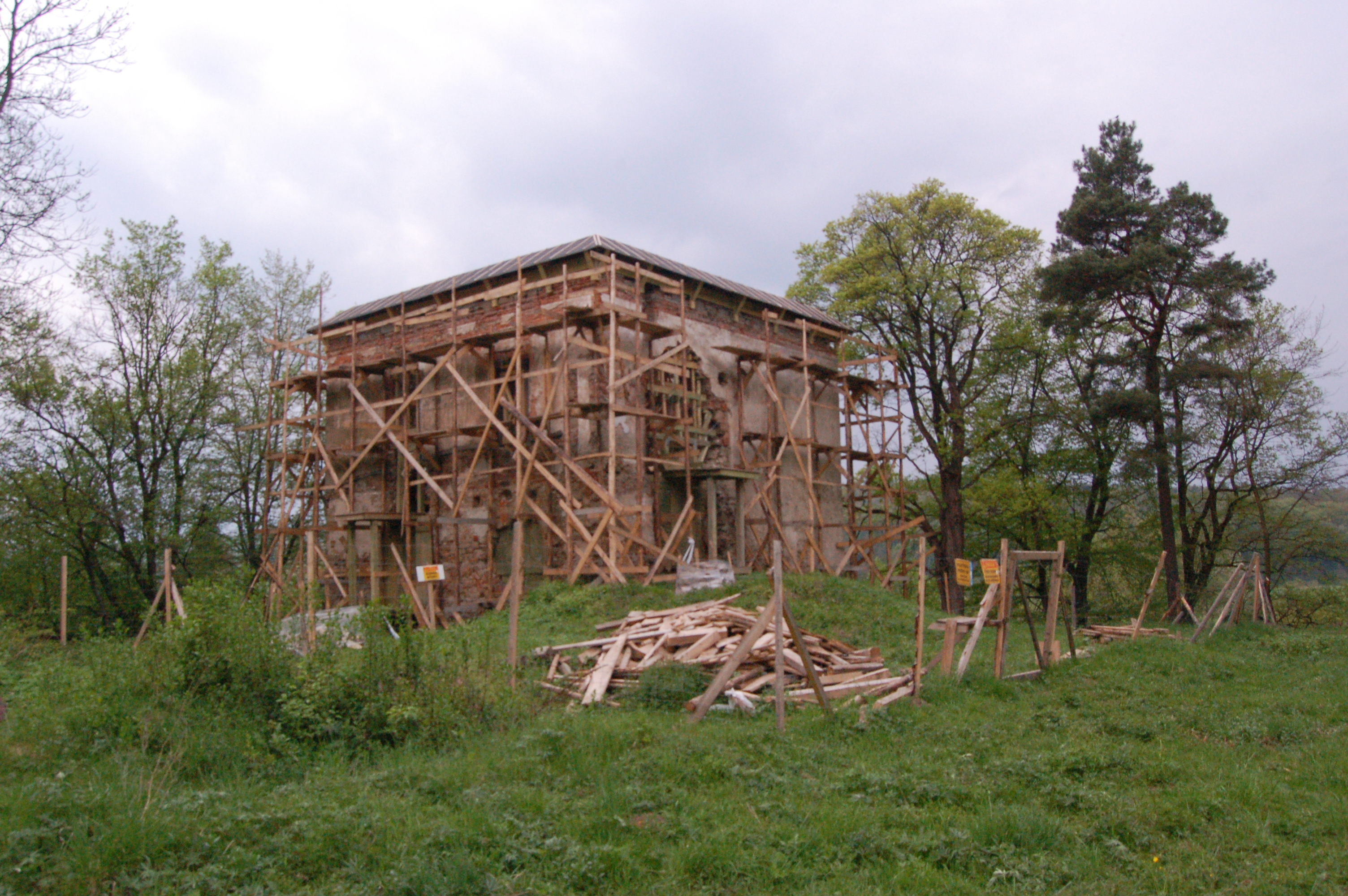
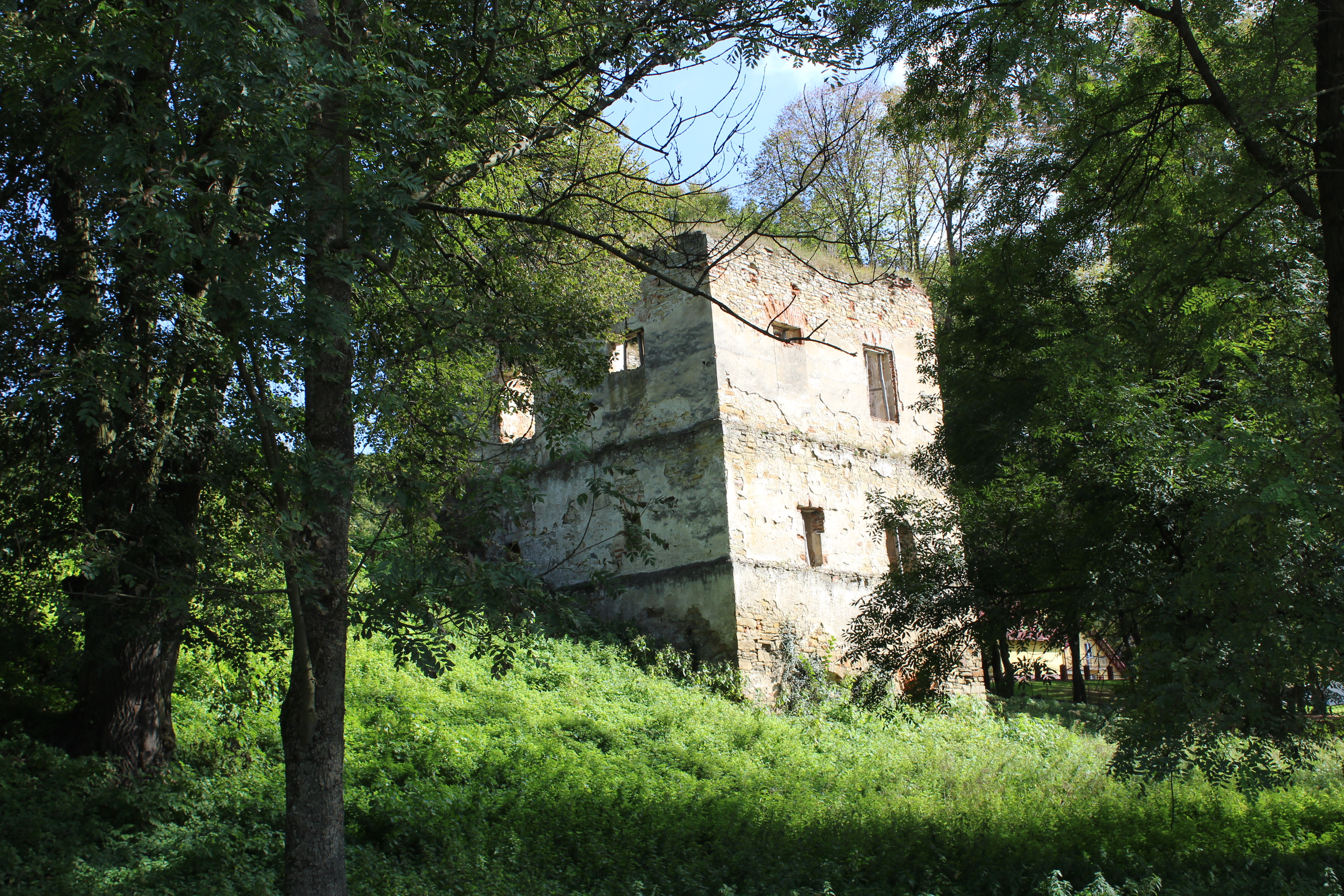